# Mágicas notas
Those Magic Changes (cuya traducción al español incluyendo la letra fue Mágicas notas) es una canción de estilo Doo wop del musical Grease. Fue interpretada por el grupo Sha Na Na en la película homónima. En la versión cinematográfica se interpreta en la escena precedida por Rock n' Roll Is Here to Stay, y seguida de Hound Dog. Sin embargo, en el musical, ocurre en Rydell High, y entre Summer Nights y Freddy, My Love. Además, en lugar de ser interpretada por Sha Na Na como en la película, lo hacen los Doody and the Burger Palace Boys. 
Hasta ahora, Sha Na Na mantiene el reconocimiento por sus interpretaciones como Johnny Casino y los Gamblers en la versión de la película. La canción se interpretó con importantes diálogos que ilustran algunos subtramas, como la rivalidad entre los T-Birds y los Scorpions. Asimismo, Sandy descubre también que Cha Cha fue una de las novias de Danny y se marcha del baile enojada para aparecer posteriormente completamente transformada, tal y como se muestra en You're The One That I Want.
La canción consiste en un simple coro de progresión de Do a La menor y de Fa a Sol7 que es la base de la mayoría del estilo de las canciones Doo wop de los años 50. Al comenzar a sonar, los acompañantes del vocalista principal corean las letras C A F y G (debido a que así se nombran las notas en la escala musical en inglés)  y de este modo, este estribillo se convierte en puente con Sí, (en inglés C - C - C how much I want you) Ei (en inglés A - A - A - A million ways!), la primera sílaba de la palabra effortlessly, Ef (F - F - F - ortlessly loving you) y Lli (G - G - G I'm in a hurry!).